# Octréotide
 (juin 2016).
Si vous disposez d'ouvrages ou d'articles de référence ou si vous connaissez des sites web de qualité traitant du thème abordé ici, merci de compléter l'article en donnant les références utiles à sa vérifiabilité et en les liant à la section « Notes et références ».
L’octréotide est un octa-peptide qui imite pharmacologiquement la somatostatine naturelle, mais c'est un inhibiteur de croissance plus puissant que l'hormone naturelle de l'hormone de croissance, le glucagon et l'insuline. Il a été synthétisé en 1979 par le chimiste Wilfried Bauer.

## Effets pharmacologiques
Il peut :
- inhiber la sécrétion de nombreuses hormones, comme la gastrine, la cholécystokinine, le glucagon, l'hormone de croissance, l'insuline, la sécrétine, polypeptide pancréatique, la TSH, et le peptide vasoactif intestinal ;
- réduire la sécrétion de fluides de l'intestin et du pancréas ;
- réduire la motilité gastro-intestinale et inhiber la contraction de la vésicule biliaire ;
- inhiber l'action de certaines hormones de l'hypophyse antérieure ;
- provoquer une vasoconstriction des vaisseaux sanguins ;
- réduire la pression porte dans les hémorragies des varices œsophagiennes ou gastriques.

Il a également montré des effets analgésiques, très probablement en agissant comme agoniste partiel sur les récepteurs opiacés μ.

## Effets secondaires
- Les effets indésirables les plus fréquents :
  - douleurs abdominales accompagnées de crampes ;
  - bradycardie, des modifications de la conduction cardiaque ;
  - réactions gastro-intestinales (nausées / vomissements et une diarrhée ou constipation) ;
  - réactions au site d'injection, des nausées, des vomissements.
- Les effets indésirables moins fréquents :
  - selles décolorées ;
  - dyspepsie, flatulences, stéatorrhée, ténesme ;
  - hypothyroïdie.
- Les effets indésirables rares : pancréatite aiguë, alopécie, lithiase biliaire, insuffisance hépatique, des étourdissements, œdème, fatigue, fièvre, bouffées vasomotrices, une faiblesse généralisée, maux de tête, hépatite, hyperbilirubinémie, hyperglycémie, allongement de l'intervalle QT.

## Indications
La Food and Drug Administration (FDA) a approuvé l'utilisation d'un sel de ce peptide, l'acétate d'octréotide, pour le traitement de l'acromégalie, le traitement de la diarrhée et des épisodes de bouffées de chaleur associée à un syndrome carcinoïde, et le traitement de la diarrhée chez les patients avec une tumeur sécrétant le peptide vasoactif intestinal (VIPomes) ainsi que dans les saignements gastriques.
En cas d'hémorragie digestive haute, causée par une rupture de varices œsophagiennes, due à une hypertension portable dans le cadre d'une cirrhose, il est administré pour diminuer le débit sanguin splanchnique, en plus de gestes d'hémostase endoscopique et d'une antibioprophylaxie. Il peut être utilisé en conjonction avec la midodrine pour inverser partiellement la vasodilatation périphérique dans le syndrome hépatorénal. En augmentant la résistance vasculaire systémique, ces médicaments diminuent l'effet shunt et améliorent la perfusion rénale, ce qui peut prolonger la survie jusqu'au traitement définitif avec la greffe de foie.
L'octréotide est aussi utilisé en médecine nucléaire pour la détection des tumeurs neuroendocrines sécrétant le récepteur à la somatostatine de type 2. Il est couplé à l'indium 111 dans la scintigraphie à l'Octréoscan ou au gallium 68 dans le TEP-DOTATOC dans le cadre d'imagerie diagnostique et au lutétium 177 DOTATATE pour leur traitement en application théranostique.
Il a été étudié chez les patients souffrant de douleur dans la cas d'une pancréatite chronique et pourrait être utile dans le traitement de certaines tumeurs du thymus.
Il a été utilisé comme un médicament non homologué, en injection sous-cutanée, dans la gestion de l'ostéo-arthropathie hyper-trophiante pneumique (HPOA), secondaire à un cancer bronchique non à petites cellules. Même si son mécanisme d'action n'est pas connu, il semble réduire la douleur associée à l'HPOA.
Il a également été utilisé en dehors de ces indications pour le traitement de cas sévères de diarrhées rebelles ou dans l'obstruction intestinale maligne, en toxicologie pour le traitement de l'hypoglycémie récurrente prolongée après surdosage de sulfonylurées ou de glinides ainsi qu'avec plus ou moins de succès chez les nourrissons atteints de nésidioblastose pour aider à diminuer l'hypersécrétion d'insuline.
Ces dernières années, le médicament a montré une efficacité dans le traitement du chylothorax.